# Zrínyi III. Miklós
Zrínyi III. Miklós (horvátul: Nikola III. Zrinski, 1488 vagy 1489 – Zriny vára, 1534) horvát-magyar nemes, a Šubić nemzetségből származó zrinyi gróf.

## Családja
Zrínyi II. Péter zrinyi gróf és blagaji Babonić Ilona grófnő fia, Zrínyi I. Péter zrinyi gróf unokája volt. Öt ismert testvére volt. Apjának első feleségétől Zsófiától négy gyermeke született. Közülük III. Pál apjával együtt esett el 1493-ban a korbávmezei csatában. Ilona nevű leánya Karlović János horvát bán felesége lett. A másik két gyermek, Mária és Bernát sorsa ismeretlen. Második feleségétől blagaji Babonić Ilonától született III. Miklós, akitől a család leszármazottai származnak. Miklósnak feleségétől, Karlović Ilonától hat gyermeke született. Közülük a leghíresebb Zrínyi IV. Miklós horvát bán, a szigetvári hős volt. Rajta kívül még három fia volt, I. János, III. György és III. Péter, akik valamennyien még IV. Miklós életében meghaltak. Lányai közül Ilona Tahy Ferenc királyi lovászmester felesége lett, míg Margit Alapi Jánoshoz ment feleségül.

## Élete
Zrínyi III. Miklós korbáviai Karlović János horvát bán lánytestvérét, Ilonát vette feleségül.  1509-ben a két sógor és Karlović Ilona Zriny várában szerződést írtak alá, amely szerint abban az esetben, ha valamelyikük, vagyis Zrínyi Miklós vagy Korbáviai János fiúgyermek nélkül halna meg, birtokuk a másik szerződő félre szálljon. Az okmány felsorolja a birtokokat is. Eszerint Korbáviai János birtokai Korbava megyében Komics, Udbina és Podlapcecs, Lika megyében Pocsitely, Belaj, Lovinec, Bariét, Zlivnik, Novaki és Novigrad, az Odra vidékén Gradec, Lokavec, Zvonigrad, Motnica, Sztermecski, Grahovec és Hothusa és Knin megyében pedig Obrovac, Zelengrad, Klicsevec, Vajka, Bág (Karlobag) és Orsic voltak. A Zrínyi-birtokok a már I. Lajos idejében adományozott Zriny és Pedelj várakból álltak, melyek közelében feküdt Jamnicski nevű váruk is. Az okmány megemlíti még Brodszki, Gvezdna, Prekoverszki, Lesznica és Paztusza várait is.
A szerződés tartalma teljesen ellenkezett a magyar közjoggal, mely szerint a fiágon kihalt család birtokainak vissza kell szállnia a koronára. Hasonló precedensre volt már példa a horvát történelemben, amikor a Nelipić család fiági kihalásakor a Frangepán Jánossal kötött szerződést próbálták meg érvényesíteni Zsigmond királlyal szemben. A király azonban nem volt hajlandó lemondani jogáról, ezért Frangepán János akkor kegyvesztett lett. Alig telt el néhány év a szerződés után, amikor 1513-ban nagy török had pusztította végig a Una mellékét. Ezt a török sereget Beriszló Péter horvát bán és vránai prior horvát serege Kosztajnica vidékén a dubicai csatában még szétverte. A következő év októberében Likára tört az ellenség, ahonnan Karlović János háromezer jobbágyát, mintegy tizenkétezer nagyobb, és nyolcvanezer kisebb barmát hajtotta el. Az események baljós jövőt jósoltak az északabbra fekvő Zrínyi-birtokoknak is. 1520. május 20-án a korenicai csatában az utolért törökök ellen vívott kézitusában életét vesztette a török elleni harc legfőbb vezetője, Beriszló Péter püspök. 1521. augusztus 29-én elesett az ország védelmének déli bástyája Nándorfehérvár. A Zrínyi és Karlović-birtokok helyzete egyre kilátástalanabb lett.
1524. októberében Zrinyi Miklós személyesen megy Bécsbe Ferdinánddal alkudozni birtokai felett és ugyanazon a napon, október 22-én két alkut is köt. Az egyikben Zrínyi Ferdinánd rendelkezésére bocsátja két várát, Novigrádot és Dubranivát. A szerződés két évre szól, mely után Ferdinánd, vagy örökösei tartoznak átadni a várakat Zrínyinek vagy utódainak. Addig Ferdinánd hadai szabadon használhatják a várakhoz tartozó malmokat és erdőket. (A két vár végül soha nem került vissza a Zrínyiekhez, mert török kézre kerültek.) A második szerződés arról árulkodik, hogy Zrínyi örökre el akarta hagyni a magyar korona területét, és a német birodalom alattvalójává kívánt lenni. Megegyezik Ferdinánddal, hogy átadja neki a gvozdanszkói és lesnyicei bányákat, ha Ferdinándtól cserében megkapja a pisinai (Pazin) grófságot és Kazta (Kastav) várát. A két titkos szerződés az uralkodó, II. Lajos király háta mögött, tudta nélkül jött létre.
A szerződésről azonban már decemberben értesültek Budán, és nagyon rossz néven vették. Lajos király december 20-án kelt levelében megírta Ferdinándnak, hogy Zrínyi Miklóssal szerződése van, mely szerint a gróf a szerződésben foglalt bányákat a magyar királynak adja át, és cserébe más birtokokat kap, melyeket ugyan még nem adtak át, de a csere létre fog jönni. Lajos pedig a bányák jövedelmeit a horvát bánokhoz szándékszik utalni a török elleni védelem céljára. Egyben kijelentette, hogy a király nem fogja tűrni, hogy alattvalója a tudta és akarata nélkül elidegenítse a bányákat. Ferdinánd 1525. január 3-án Innsbruckból válaszolt. Ebben azzal mentegetőzött, hogy a szerződés nem jött létre és nem is szándékozott Lajos tudta nélkül megkötni azt. Levelet írt Zrínyinek is, melyben szemére vetette, hogy elhallgatta a Lajossal korábban kötött szerződést. Ezzel az ügy le is zárult, az egyetlen következménye az volt, hogy Zrínyi a magyar udvar előtt minden erkölcsi hitelét elveszítette.  Különösen érzékeny veszteség volt ez annak tükrében, hogy Zrínyit 1524 előtt egyszer már ismeretlen okból fej- és jószágvesztésre ítélték, és csak a királyi kegyelem mentette meg annak végrehajtásától.
1526. augusztus 29-én Lajos király elesett a mohácsi csatában. A horvát urak legnagyobb része sietett Ferdinánd király iránti hűségét esküvel megpecsételni, de János király pártjára is álltak közülük szép számmal. 1527. január 1-jén más főurak mellett Zrínyi Miklós és Karlović János is hűséget fogad Ferdinánd megbízottainak. A két párt közötti belviszályt a török alaposan ki is használta. A német őrség feladta Jajca várát, a török Boszniában elfoglalta az Orbász völgyét, elestek Karlović János várai Udbina és Korbava, de közben megszerezte Medvevárat és Rakolnokot. Így amikor Karlović 1531-ben elhunyt, a korábbi szerződés értemében Zrínyi ezeket a várakat is megszerezte. 1527 után Zrínyi annak ellenére, hogy korábban Ferdinándnak fogadott hűséget a két párt között lavírozott. Megpróbálta a mindkét pártból származó előnyöket kihasználni. Egyrészről igényt tartott a Ferdinánd-párt támogatására és adományaira, másfelől a Szapolyai-párt politikáját követte, amikor a törökkel tárgyalt birtokainak bántatlansága érdekében. Emiatt gyanúba is keveredett, hogy ő maga vezeti a törököt szomszédai ellen. A dologban annyi lehetett a valóság, hogy átengedte birtokain a törököket, akik ezért ott nem raboltak. Vádlóinak azzal védekezett, hogy kénytelenségből fizet adót a töröknek, hogy várai vidékét és szegény jobbágyait megkímélje. 1530-ban saját sógora, Karlović János bán vádolta be a császári parancsnoknál Katzianernél, hogy Zrinyi Miklós jobbágyai kalauzolták a törököt Kosztajnica tájára, októberben pedig azt jelentette, hogy a törököt az Unán Zrinyi Miklós emberei szállitják át.
Zrinyi Miklós, a szigetvári hős apja, aki ekkor már élete vége felé járt, tettei alapján olyan ember volt, akit a maga és családja hasznán kívül aligha érdekelt más. Céljai érdekében aligha válogatott az eszközökben és az is csak a körülmények kedvezőtlen alakulásának következménye, hogy egyáltalán a királyság területén maradt és nem lett német alattvaló. Utolsó éveiben már felnőtt fiai voltak, akiket maga helyett a hadjáratokba tudott küldeni. 1527-ben a belháború kitörésekor a két ifjú Zrínyi, János és Miklós a Ferdinánd-pártban nagybátyjuk, Karlović János mellett tűnik fel, de vitézségüket itt még nem mutathatták meg, mivel az ellenfél vezére Frangepán Kristóf Varasd vára alatt elesett. Zrínyi 1534-ben halt meg Zriny várában. A család dicsősége fiának, Zrínyi IV. Miklósnak Szigetvár védelmében (1566) mutatott hősiességében teljesedett ki, és ezután játszott kiemelkedő szerepet a magyar történelemben.